# Nati nel 1945/Agosto
| Questa pagina contiene informazioni ricavate automaticamente dalle voci biografiche con l'ausilio del template Bio e di un bot. L'aggiornamento è periodico e automatico e ricostruisce completamente la pagina. Se manca una persona in questa lista, sei pregato di non aggiungerla, ma accertati piuttosto che la sua voce biografica contenga il template Bio e che i dati anagrafici siano correttamente compilati. Se il template Bio manca, inseriscilo tu stesso o, in alternativa, metti l'avviso {{tmp\|Bio}} che ne segnala la mancanza. Se i dati riportati sono sbagliati, correggi direttamente la voce biografica; le modifiche saranno visibili in questa lista entro pochi giorni. Per chiarimenti vedi il progetto biografie. La lista contiene solo le 240 persone che sono citate nell'enciclopedia e per le quali è stato implementato correttamente il template Bio. Pagina aggiornata al 18 ago 2025. |

- 1º agosto - Ivan Garanin, ex fondista sovietico
- 1º agosto - Laila Morse, attrice britannica
- 1º agosto - Douglas Osheroff, fisico statunitense
- 1º agosto - Kari Rönnholm, cestista finlandese († 1988)
- 1º agosto - Attilio Sigona, politico italiano
- 1º agosto - Fritz Sperling, bobbista austriaco († 2022)
- 2 agosto - Morten Arnfred, regista, sceneggiatore e produttore cinematografico danese
- 2 agosto - Antonio Bruno, politico italiano
- 2 agosto - Joanna Cassidy, attrice e ex modella statunitense
- 2 agosto - Han Bong-zin, ex calciatore nordcoreano
- 2 agosto - Jack Howard Jacobs, militare statunitense
- 2 agosto - Arthur Kempel, compositore statunitense († 2004)
- 2 agosto - Alessio Orano, attore italiano
- 3 agosto - Henry Bean, regista, sceneggiatore e produttore cinematografico statunitense
- 3 agosto - Eamon Dunphy, giornalista, personaggio televisivo e ex calciatore irlandese
- 3 agosto - Milan Đuričić, allenatore di calcio e ex calciatore jugoslavo
- 3 agosto - Michel Jasmin, conduttore radiofonico e conduttore televisivo canadese
- 3 agosto - Jim Reid, ex cestista statunitense
- 4 agosto - Esther Anderson, attrice, fotografa e regista cinematografica giamaicana
- 4 agosto - Luigi Bosca, allenatore di calcio e ex calciatore italiano
- 4 agosto - Corrado Dal Fabbro, bobbista e dirigente sportivo italiano († 2018)
- 4 agosto - Lidija Guseva, ex cestista sovietica
- 4 agosto - Frank Hansen, ex canottiere norvegese
- 4 agosto - Paul McCarthy, artista statunitense
- 4 agosto - Alan Mulally, manager, ingegnere e imprenditore statunitense
- 4 agosto - Mario Prosperi, ex calciatore svizzero
- 4 agosto - Jean-Loup Rouyer, tennista francese († 2007)
- 5 agosto - Loni Anderson, attrice statunitense († 2025)
- 5 agosto - Keith Aqui, calciatore trinidadiano († 2016)
- 5 agosto - Valeria Ciangottini, attrice italiana
- 5 agosto - Giuseppe Cindolo, ex mezzofondista e maratoneta italiano
- 5 agosto - Antonio Di Nunno, politico e giornalista italiano († 2015)
- 5 agosto - Csaba Giczy, ex canoista ungherese
- 5 agosto - Richard Gordon, politico e giornalista filippino
- 5 agosto - Martin Lambie-Nairn, designer inglese († 2020)
- 5 agosto - Maria Cristina Pacifici, ex nuotatrice italiana
- 5 agosto - Juan Sasturain, giornalista, fumettista e scrittore argentino
- 6 agosto - Duggie Fields, pittore e architetto britannico († 2021)
- 6 agosto - Christian Gasc, costumista francese († 2022)
- 6 agosto - Mann Izawa, fumettista giapponese
- 6 agosto - Giuseppe Mirabelli, politico italiano († 1999)
- 6 agosto - Yoshinori Sakai, velocista giapponese († 2014)
- 6 agosto - Alberto Tanasini, vescovo cattolico italiano († 2024)
- 6 agosto - Milovan Đorić, allenatore di calcio e calciatore jugoslavo
- 7 agosto - Caroline Cellier, attrice francese († 2020)
- 7 agosto - Adu Celso, pilota motociclistico brasiliano († 2005)
- 7 agosto - Gaetano Fierro, politico italiano
- 7 agosto - Gino Fornaciari, patologo italiano
- 7 agosto - Guglielmo Gorni, filologo e italianista italiano († 2010)
- 7 agosto - Adriano Lombardi, calciatore e allenatore di calcio italiano († 2007)
- 7 agosto - Alan Page, magistrato e ex giocatore di football americano statunitense
- 7 agosto - Layda Sansores, politica messicana
- 8 agosto - Nunzio Cavazza, calciatore italiano († 2008)
- 8 agosto - Massimo Dapporto, attore, doppiatore e dialoghista italiano
- 8 agosto - Julie Anne Robinson, regista britannica
- 8 agosto - Grazia Zuffa, politica, psicologa e saggista italiana († 2025)
- 9 agosto - Franco Benaglia, politico italiano
- 9 agosto - Trazana Beverley, attrice statunitense
- 9 agosto - Willie Davis, ex cestista statunitense
- 9 agosto - Paolo Garzelli, ex calciatore italiano
- 9 agosto - Aleksandr Gorelik, pattinatore artistico su ghiaccio sovietico († 2012)
- 9 agosto - Arve Mokkelbost, allenatore di calcio e dirigente sportivo norvegese
- 9 agosto - Zurab Sak'andelidze, cestista e allenatore di pallacanestro sovietico († 2004)
- 9 agosto - David Starbrook, ex judoka britannico
- 9 agosto - Arto Tolsa, calciatore finlandese († 1989)
- 10 agosto - Fahad Al-Ahmed Al-Jaber Al-Sabah, dirigente sportivo kuwaitiano († 1990)
- 10 agosto - Gary Blair, allenatore di pallacanestro statunitense
- 10 agosto - Nadio Delai, sociologo e dirigente d'azienda italiano
- 10 agosto - Ibrahim Krehić, allenatore di pallacanestro bosniaco
- 10 agosto - Giovanna Tatò, giornalista e scrittrice italiana
- 10 agosto - Ulisses Tavares da Silva Filho, ex arbitro di calcio brasiliano
- 11 agosto - Hans-Jürgen Bombach, ex velocista tedesco
- 11 agosto - Máximo Hernández, allenatore di calcio, dirigente sportivo e calciatore spagnolo († 2020)
- 11 agosto - David Horovitch, attore e regista britannico
- 11 agosto - Knut Kolle, calciatore norvegese († 2023)
- 11 agosto - Rudolf Nafziger, calciatore tedesco († 2008)
- 11 agosto - Dominique Perben, politico francese
- 11 agosto - Daniel Rudisha, velocista keniota († 2019)
- 11 agosto - Prawit Wongsuwan, politico e generale thailandese
- 12 agosto - Bernard Accoyer, medico e politico francese
- 12 agosto - Vladimir Basalaev, calciatore sovietico († 2019)
- 12 agosto - Ed Biedenbach, ex cestista e allenatore di pallacanestro statunitense
- 12 agosto - Giancarlo Cito, imprenditore e politico italiano († 2025)
- 12 agosto - Billy Fraser, ex calciatore e allenatore di calcio scozzese
- 12 agosto - Louis Godart, grecista belga
- 12 agosto - Chrīstos Kefalos, cestista e allenatore di pallacanestro statunitense († 2022)
- 12 agosto - Ron Mael, musicista, cantautore e produttore discografico statunitense
- 12 agosto - Paolo Sandro Molinaro, politico italiano
- 12 agosto - Serge Monast, giornalista, poeta e saggista canadese († 1996)
- 12 agosto - Jean Nouvel, architetto e designer francese
- 12 agosto - Veikko Salminen, ex pentatleta finlandese
- 12 agosto - Gene Strenicer, ex calciatore ungherese
- 12 agosto - Fife Symington III, politico statunitense
- 12 agosto - Fernando Tiscareño, ex cestista messicano
- 13 agosto - Gretchen Corbett, attrice statunitense
- 13 agosto - Paolo Gambescia, giornalista e politico italiano
- 13 agosto - Gary Gregor, ex cestista statunitense
- 13 agosto - Sławoj Leszek Głódź, arcivescovo cattolico polacco
- 13 agosto - Howard Marks, criminale e attivista britannico († 2016)
- 13 agosto - Potito Pedarra, musicologo italiano († 2020)
- 13 agosto - Maria Rohm, attrice austriaca († 2018)
- 13 agosto - Wess, cantante e bassista statunitense († 2009)
- 14 agosto - Brenda Benet, attrice statunitense († 1982)
- 14 agosto - Michele Buquicchio, politico e giurista italiano
- 14 agosto - Matteo Collura, giornalista e scrittore italiano
- 14 agosto - Steve Martin, attore, comico e sceneggiatore statunitense
- 14 agosto - Dennis O'Rourke, regista australiano († 2013)
- 14 agosto - Faustin Twagiramungu, politico ruandese († 2023)
- 14 agosto - Wim Wenders, regista, sceneggiatore e produttore cinematografico tedesco
- 15 agosto - Henning Boel, ex calciatore danese
- 15 agosto - Ulrich Graf, pilota motociclistico svizzero († 1977)
- 15 agosto - Jill Haworth, attrice britannica († 2011)
- 15 agosto - Alain Juppé, politico francese
- 15 agosto - Thomas C. Sawyer, politico statunitense († 2023)
- 15 agosto - Nigel Terry, attore britannico († 2015)
- 15 agosto - Gene Upshaw, giocatore di football americano statunitense († 2008)
- 15 agosto - Khaleda Zia, politica bangladese
- 16 agosto - Bob Balaban, attore, regista e produttore cinematografico statunitense
- 16 agosto - Russell Brookes, pilota di rally britannico († 2019)
- 16 agosto - Pedro Chappé, cestista e allenatore di pallacanestro cubano († 2003)
- 16 agosto - Maxwell Leroy Davis, vescovo cattolico australiano
- 16 agosto - Francesca De Sapio, attrice e insegnante italiana
- 16 agosto - Sonny Dove, cestista statunitense († 1983)
- 16 agosto - Suzanne Farrell, ballerina statunitense
- 16 agosto - Joaquín Loyo-Mayo, tennista messicano († 2014)
- 16 agosto - Sheila, cantante e attrice francese
- 17 agosto - Katri Helena, cantante finlandese
- 17 agosto - Mario Panseri, cantautore italiano († 1995)
- 17 agosto - Rachel Pollack, scrittrice e fumettista statunitense († 2023)
- 18 agosto - Sarah Dash, cantante statunitense († 2021)
- 18 agosto - David Dewhurst, politico statunitense
- 18 agosto - Susan Golding, politica statunitense
- 18 agosto - Yves Herbet, calciatore e allenatore di calcio francese († 2024)
- 18 agosto - Gennaro Matacena, architetto e imprenditore italiano
- 18 agosto - Marcello Osler, ciclista su strada italiano († 2023)
- 19 agosto - Jacques De Decker, scrittore, giornalista e drammaturgo belga († 2020)
- 19 agosto - Maria Ida Germontani, politica italiana
- 19 agosto - Ian Gillan, cantautore britannico
- 19 agosto - Benjamín Grau, pilota motociclistico spagnolo
- 19 agosto - Giancarlo Innocenzi, politico italiano
- 19 agosto - Hidehito Nakamura, giocatore di go giapponese
- 19 agosto - Aiko Onozawa, ex pallavolista giapponese
- 19 agosto - Félix Luís Viera, scrittore e poeta cubano
- 19 agosto - Charles Wellesley, IX duca di Wellington, nobile inglese
- 20 agosto - Kent Anderson, scrittore e sceneggiatore statunitense
- 20 agosto - Giuliano Barbolini, politico italiano
- 20 agosto - Bernard Dubourg, scrittore francese († 1992)
- 20 agosto - Cristian Gațu, ex pallamanista e dirigente sportivo rumeno
- 20 agosto - Jürgen Heinrich, attore, regista e doppiatore tedesco
- 20 agosto - Sylvie Richterová, scrittrice, poetessa e pedagogista ceca
- 20 agosto - Licia Toriser, ex cestista italiana
- 21 agosto - Munir Fakhri Abd al-Nur, politico egiziano
- 21 agosto - Lev Osipovič Al'burt, scacchista sovietico
- 21 agosto - Kathy Fiscus, statunitense († 1949)
- 21 agosto - Willie Lanier, ex giocatore di football americano statunitense
- 21 agosto - Patty McCormack, attrice statunitense
- 21 agosto - Leli Micallef, ex calciatore maltese
- 21 agosto - Asparuh Nikodimov, allenatore di calcio e ex calciatore bulgaro
- 21 agosto - Basil Poledouris, compositore statunitense († 2006)
- 21 agosto - José Luis Uribezubia, ex ciclista su strada spagnolo
- 22 agosto - David Chase, sceneggiatore, regista e produttore televisivo statunitense
- 22 agosto - Tamori, comico, conduttore televisivo e attore giapponese
- 22 agosto - Pablo Napoli, attore argentino († 2020)
- 22 agosto - Timothy Radcliffe, cardinale e presbitero britannico
- 22 agosto - Lia Varesio, attivista italiana († 2008)
- 22 agosto - Sylvia Vrethammar, cantante svedese
- 22 agosto - Bruno Zanolini, compositore italiano
- 23 agosto - Tom Boerwinkle, cestista statunitense († 2013)
- 23 agosto - Carolyn House, ex nuotatrice statunitense
- 23 agosto - Stein Ingebrigtsen, cantante norvegese
- 23 agosto - Itchō Itō, politico giapponese († 2007)
- 23 agosto - Adaílton Ladeira, allenatore di calcio e ex calciatore brasiliano
- 23 agosto - Patti McGee, skater statunitense († 2024)
- 23 agosto - Rita Pavone, cantante, attrice e showgirl italiana
- 23 agosto - Bob Peck, attore britannico († 1999)
- 23 agosto - Rayfield Wright, giocatore di football americano statunitense († 2022)
- 24 agosto - Giuseppe Ausilio Bertoli, scrittore italiano
- 24 agosto - Ronee Blakley, cantautrice, musicista e attrice statunitense
- 24 agosto - Malcolm Duncan, sassofonista britannico († 2019)
- 24 agosto - Renzo Finelli, ex mezzofondista e allenatore di atletica leggera italiano
- 24 agosto - Cástulo Guerra, attore argentino
- 24 agosto - Ken Hensley, tastierista, polistrumentista e cantante britannico († 2020)
- 24 agosto - Marsha P. Johnson, attivista statunitense († 1992)
- 24 agosto - Héctor Libertella, scrittore argentino († 2006)
- 24 agosto - Iain Mackay-Dick, generale britannico
- 24 agosto - Vince McMahon, imprenditore statunitense
- 25 agosto - Ron Barber, politico statunitense
- 25 agosto - Guido Borghi, imprenditore e dirigente sportivo italiano
- 25 agosto - William B. Helmreich, saggista e docente statunitense († 2020)
- 25 agosto - Carlo Moiso, psicologo, medico e psicoterapeuta italiano († 2008)
- 25 agosto - Bobby Shane, wrestler statunitense († 1975)
- 25 agosto - Ippazio Stefano, politico italiano
- 26 agosto - Zita Bareikytė, ex cestista sovietica
- 26 agosto - Leo Callone, nuotatore italiano
- 26 agosto - Gigio Morra, attore italiano († 2024)
- 26 agosto - Tom Ridge, politico statunitense
- 26 agosto - Bob Riedy, ex cestista statunitense
- 26 agosto - Ani Rudeva, ex cestista e allenatrice di pallacanestro bulgara
- 26 agosto - Raffaele Trentini, ex calciatore italiano
- 26 agosto - Mel Watt, politico e avvocato statunitense
- 27 agosto - Francesco Carboni, politico italiano
- 27 agosto - Renato Cipollini, calciatore e dirigente sportivo italiano († 2019)
- 27 agosto - Fernando Cuéllar, calciatore e allenatore di calcio peruviano († 2008)
- 27 agosto - Eva Quistorp, politica, teologa e politologa tedesca
- 27 agosto - Marianne Sägebrecht, attrice tedesca
- 27 agosto - Linda Seger, sceneggiatrice statunitense
- 28 agosto - John Demarie, giocatore di football americano statunitense († 2015)
- 28 agosto - Gustav Kuhn, direttore d'orchestra, compositore e direttore teatrale austriaco
- 28 agosto - Milan Kňažko, attore e politico slovacco
- 28 agosto - Jim Lynch, giocatore di football americano statunitense († 2022)
- 28 agosto - Benny Lévy, filosofo e scrittore francese († 2003)
- 28 agosto - Tom Shaw, vescovo anglicano statunitense († 2014)
- 28 agosto - Bruno Nuytten, direttore della fotografia, regista e sceneggiatore francese
- 28 agosto - Gary Sherman, regista, sceneggiatore e produttore cinematografico statunitense
- 28 agosto - William Unruh, fisico canadese
- 29 agosto - Maurizio Antonioli, storico italiano († 2023)
- 29 agosto - Chris Copping, tastierista, polistrumentista e compositore britannico
- 29 agosto - Peter Curtis, tennista britannico († 2019)
- 29 agosto - Annick Goutal, imprenditrice francese († 1999)
- 29 agosto - Karol Jokl, calciatore cecoslovacco († 1996)
- 29 agosto - Brian Kerle, ex cestista e allenatore di pallacanestro australiano
- 29 agosto - Marco Lucchini, giornalista e telecronista sportivo italiano († 2022)
- 29 agosto - Harry S. Morgan, regista e produttore cinematografico tedesco († 2011)
- 29 agosto - Jean Ragnotti, ex pilota di rally francese
- 29 agosto - Wyomia Tyus, ex velocista statunitense
- 30 agosto - Elio Cotena, ex pugile e procuratore sportivo italiano
- 30 agosto - Alessandro Di Pietro, conduttore televisivo e saggista italiano
- 30 agosto - Salvatore Ladu, politico italiano († 2017)
- 30 agosto - Rogelio Ricardo Livieres Plano, vescovo cattolico argentino († 2015)
- 30 agosto - Walter Rautmann, allenatore di calcio e ex calciatore austriaco
- 31 agosto - Lee Bryant, attrice statunitense
- 31 agosto - Sérgio Godinho, poeta, compositore e cantante portoghese
- 31 agosto - Ginés González García, politico argentino († 2024)
- 31 agosto - Henk Houwaart, allenatore di calcio e ex calciatore olandese
- 31 agosto - Donyale Luna, supermodella e attrice statunitense († 1979)
- 31 agosto - Van Morrison, cantautore, polistrumentista e paroliere nordirlandese
- 31 agosto - Itzhak Perlman, violinista e direttore d'orchestra israeliano
- 31 agosto - Anna Pfeffer, ex canoista ungherese
- 31 agosto - Leonid Popov, cosmonauta sovietico
- 31 agosto - Bob Welch, musicista statunitense († 2012)